# Nätpansarmal
Nätpansarmal (Corydoras reticulatus) är en fiskart som beskrevs av Fraser-brunner, 1938. Nätpansarmal ingår i släktet Corydoras och familjen Callichthyidae. Inga underarter finns listade i Catalogue of Life.